# サモテリウム
サモテリウム（学名：Samotherium）はキリン科に属する絶滅した鯨偶蹄目の哺乳類の属。アジア・ヨーロッパ・アフリカから化石が産出しており、新第三紀中新世中期から鮮新世前期にかけて生息していた。
系統解析によると本属はキリンよりもオカピに近縁な中間型の動物であったとされる。頭部は長く、特に第二前臼歯から眼窩にかけての領域が伸びている。頭には先端が尖る単純な形状をなす2つの角が生えており、左右方向にそれぞれの先端が離れている。角の向きは種類により異なり、S. boissieriの場合は上向きで後部がカーブしている一方、中国で発見されたS. sinensisの場合は横向きになっている。
角はメスの方が小さいか、あるいは存在しない。乾燥した気候でのサバンナの出現が進む中で採食のためやメスへのアピールおよび闘争用に角が役立ったとされているキリン科の進化の上で重要な属となっている。